# Saül (capitost alà)
Saül va ser un militar alà que va servir sota Teodosi I i posteriorment sota Honori. És conegut per haver participat en la guerra gòtica lliurada entre els anys 401 i 403.

## Participació a la guerra civil entre Eugeni i Teodosi
L'any 392, Eugeni va ser elevat a emperador occidental per voluntat d'Arbogast. Teodosi I, qui era emperador oriental en aquest moment, va semblar acceptar el seu nomenament encara que, només dos anys després, va formar un exèrcit i es va dirigir a l'oest per a deposar-lo. Les seves tropes les formaven soldats romans, foederati gots i altres auxiliars bàrbars. Entre aquests es trobava un cos de cavalleria comandat per Saül.
La batalla contra l'exèrcit d'Eugeni i Arbogast es va produir al principi de setembre de l'any 394, la batalla del riu Frígid, i en ella, Saül va comandar una càrrega de cavalleria que va ser rebutjada per les forces occidentals. Davant el fracàs del seu atac, Saül va fugir del camp de batalla.

## Participació a la guerra gòtica dels anys 401 a 403
No es tornen a tenir notícies de Saül fins a la guerra gòtica entre 401 i 403. A la fi de l'any 401, un exèrcit got comandat per Alaric va envair Itàlia. Van aprofitar per a això que Estilicó i les tropes destinades a defensar-la es trobaven a les províncies de Nòric i Rècia per a rebutjar una invasió de vàndals i alans dirigida per Radagais. El general romà va tenir èxit i abans de tornar a Itàlia, va aprofitar per a reclutar tropes vàndales i cavalleria alana, dirigida per Saül.
El primer enfrontament amb els gots va tenir lloc el 6 prop de Pol·lència (l'actual Pollenzo). En ell, Estilicó va cedir el comandament de l'exèrcit a Saúl i aquest va comandar un atac sorpresa de cavalleria contra el campament got. Malgrat l'impacte inicial i la pèrdua del seu campament, les tropes d'Alaric van reaccionar bé i van poder contraatacar. La cavalleria alana no va retrocedir sinó que va mantenir la lluita amb força fins que la mort de Saül va provocar el seu pànic i reculada. Estilicó va salvar la batalla ja que en aquest moment va atacar amb la infanteria i va obligar els gots a fugir i refugiar-se en un pujol pròxim que van poder fortificar.